# Svenevik
Svenevik es una localidad situada en el municipio de Lyngdal, en la provincia de Agder, Noruega. Tiene una población estimada, a inicios de 2022, de 333 habitantes.
Está ubicada al sur del país, junto a la costa del estrecho Skagerrak (mar del Norte).